# Pedro de Andrade Caminha
Pedro de Andrade Caminha (* 1520 in Porto, Portugal; † 9. September 1589 in Vila Viçosa, Portugal) war ein portugiesischer Lyriker, der zu den bedeutendsten Lyrikern Portugals im 16. Jahrhundert gehört.

## Leben und Wirken
Pedro de Andrade de Caminha stammte aus der Stadt Porto im Norden Portugals und war lange Zeit Kammerdiener des 5. Herzogs von Guimarães, Dom Duarte (1541 bis 1576), einem Neffen König Manuels I. von Portugal. Später kam er an den Hof von König Johann III., dem er als Höfling diente. Seinen Lebensabend verbrachte er am Hofe des Herzogs von Bragança, des damals mächtigsten Adligen Portugals nach dem König, in Vila Viçosa. 
Auch war er als Diplomat tätig, wurde ein Ritter des Christusritterordens und nahm als Soldat an der Schlacht von Ksar-el-Kebir teil, zu deren wenigen portugiesischen Überlebenden er zählte. In einem Inquisitionsprozess gegen Damião de Góis sagte er als Zeuge aus. 
Sein Werk ist geprägt von Dante Alighieri und Francesco Petrarca; er schrieb vor allem Glossen, Kanzonen, Eklogen und Vilacenes, eine iberische Gedichtform. Verarbeitung fand die mündliche Überlieferung der Kastilischen und Portugiesischen Sprache, auch war er ein wichtiger Vertreter der portugiesischen Bukolik im 16. Jahrhundert. Die erste Veröffentlichung und wissenschaftliche Erforschung seines Werkes erfolgte durch die Akademie der Wissenschaften zu Lissabon, die 1791 einen ersten Band mit rund 454 seiner Gedichte herausbrachte. 1898 erfolgte eine zweite Veröffentlichung und Erweiterung seines Werkes, hier durch den Lusitanisten und Philologen Josef Priebsch, der einen Band in Halle  mit insgesamt 545 Gedichten veröffentlichte, von denen etwa 452 noch nicht veröffentlicht worden waren. Es finden sich Widmungen an die Geliebte des Dichters, Dona Francisca de Aragão (Franziska von Aragon) und seinen besten Freund, den Herzog von Guimarães, Dom Duarte.
In São Paulo und Caminha sind Straßen, in Lissabon ein Platz nach ihm benannt. 